# Elachiptera sublineata
Elachiptera sublineata är en tvåvingeart som först beskrevs av Becker 1912.  Elachiptera sublineata ingår i släktet Elachiptera och familjen fritflugor. Inga underarter finns listade i Catalogue of Life.